# Средние Бокаши
Средние Бокаши (чув. Вăта Пукаш) — деревня в Мариинско-Посадском муниципальном округе Чувашской Республики.  С 2004 по 2022 год входила в состав Эльбарусовского сельского поселения.

## География
Находится в северо-восточной части Чувашии, на расстоянии приблизительно 18 км на юг-юго-восток от районного центра города Мариинский Посад на левом берегу реки Аниш.

## История
Известна с 1858 года, когда здесь (тогда околоток деревни Бокашева, ныне Передние Бокаши) было учтено 159 жителей. В 1897 году было учтено 213 жителей, в 1926 — 59 дворов,304 жителя, в 1939—373 жителя, в 1979—249. В 2002 году было 50 дворов, 2010 — 47 домохозяйств. В 1930 году был образован колхоз «Советская деревня», в 2010 году действовали ООО «Рассвет», ООО "Агрофирма «Сентреш».

## Население
Постоянное население составляло 127 человека (чуваши 98 %) в 2002 году, 125 в 2010.